# Elección presidencial de Chile de 1942
En la elección presidencial de Chile de 1942 se efectuaron el 1 de febrero de 1942 resultado de la muerte del presidente Pedro Aguirre Cerda y el deber del vicepresidente Jerónimo Méndez de llamar a elecciones, el ganador de las elecciones marcó uno de los mejores resultados electorales del país durante el nuevo sistema y el segundo periodo del Radicalismo, se conformaron inicialmente las siguientes candidaturas. La elección fue convocada mediante decreto del 4 de diciembre de 1941.

## Candidaturas

### Juan Antonio Ríos
El Partido Radical fue el primero que presentó postulantes a la Presidencia de la República, por lo que se decidieron realizar primarias fijadas para el 14 de diciembre. Los precandidatos eran Juan Antonio Ríos, Gabriel González Videla y Florencio Durán, siendo Ríos el primer representante de los sectores de derecha del partido, mientras que González Videla lo era los grupos de izquierda. Por su parte, Durán representaba a una especie de centro pero tenía muy poco apoyo.[cita requerida]
Juan Antonio Ríos inició una serie de rápidos viajes al norte y sur del país, con el fin de conseguir el apoyo de las diferentes asambleas radicales. Gabriel González Videla se encontraba en el momento de la muerte de Pedro Aguirre Cerda siendo embajador en la Francia de Vichy, por lo que solo pudo regresar a Chile a días de la elección. Sus seguidores le avisaron que le tenían preparado un mitin en el Teatro Caupolicán, pero estos no le prepararon el discurso como era lo habitual, por lo que debió improvisar una intervención que recordó como “la peor que haya tenido en mi carrera política”.
Los resultados de la elección radical fueron muy estrechos, tanto Ríos como González Videla proclamaron su victoria, por lo que debió recurrirse a un tribunal de honor, que decidió por Juan Antonio Ríos.
|  | 48,91 % |

|  | 47,15 % |

|  | 3,94 % |

Tras el resultado de la precandidatura radical, a la candidatura de Juan Antonio Ríos se plegaron los apoyos de los partidos Democrático, Agrario y Falange Nacional. Se intentó un acercamiento con sectores de derecha, que se decían veían con buenos ojos la candidatura de Ríos, pero las discusiones no fructificaron. 
El Partido Socialista decidió levantar una candidatura propia, proclamando el 15 de diciembre la postulación de Oscar Schnake Vergara, político de larga trayectoria, cuyas peleas con el Partido Comunista, al que acusó de depender de Moscú en sus decisiones de política externa, fue uno de los factores fundamentales para la disolución del Frente Popular. Debido a esto, el Partido Comunista no se plegó a la candidatura de Schnake, pero tampoco a la de Ríos, pues cuando este fue ministro del Interior durante la República Socialista, reprimió con dureza al comunismo. Acusaron a Ríos de ser el candidato del fascismo y la reacción, intentando levantar nuevamente, sin éxito, la candidatura de Gabriel González Videla.
Schnake, ante la falta de apoyo de otros partidos, debió ceder a la presión y el 10 de enero bajo su candidatura. Pocos días después se unirían a la candidatura los partidos Comunista y Socialista de los Trabajadores, quienes mantuvieron un bajo perfil durante la campaña, ya que no eran simpáticos a Ríos. Además de estos partidos, Ríos consiguió el importante apoyo de un sector del Partido Liberal que rechazaba la candidatura de Carlos Ibáñez, entre los que destacaban el presidente del partido Gregorio Amunátegui y el expresidente Arturo Alessandri Palma.
La campaña de Juan Antonio Ríos tuvo como sus ejes centrales el llamado a realizar un gobierno nacional, que integrase a diversos sectores políticos, para enfrentar las dificultades que la Segunda Guerra Mundial acarreaba a Chile, apoyar al bando británico-estadounidense, un mayor impulso al desarrollo económico por medio del incentivo del estado, el mantenimiento del orden y la autoridad dentro del país, y una política de solidaridad americana. Para diferenciarse de su rival, durante la campaña se acusó a Ibáñez de ser el candidato de la reacción y el fascismo, promoviendo la idea de que instauraría una dictadura similar a la que dirigió durante 1927-1931.
Juan Antonio Ríos triunfó con un 55,96 % de los votos, algo que no se daría en muchos años.

### Carlos Ibáñez del Campo
Apoyado por el Partido Conservador —que inicialmente planteaba una posible candidatura de su vicepresidente, Eduardo Cruz-Coke— y la mayoría del Partido Liberal, el expresidente Carlos Ibáñez del Campo buscaba limpiar la imagen de su primer gobierno y de sus frustradas candidaturas o vueltas al poder (la Caída de Montero, Masacre del Seguro Obrero y el Ariostazo) y su fallida candidatura en 1938.
Esta vez apoyado por la derecha tradicional, el viejo caudillo político era considerado el que iba a triunfar por los sectores tradicionales, sin embargo, la aparición de Arturo Alessandri en la campaña de Ríos y sus promesas de neutralidad en la Segunda Guerra Mundial, sobre la cual la mayoría de la sociedad apoyaba a los Aliados le quitaron votos.

## Resultados
Las elecciones se desarrollaron el 1 de febrero de 1942. Tras la jornada electoral y las reclamaciones pertinentes, el Registro Electoral ofreció los resultados, en el cual se destaca la victoria del candidato radical Juan Antonio Ríos que obtuvo un 55,74 %, seguido por el candidato de derecha Carlos Ibáñez del Campo que obtuvo un 43,87 %. Dado esto, resultó elegido presidente de forma automática sin tener que acudir a la votación del congreso pleno.
El candidato radical superó a Ibáñez por 52.902 sufragios en todo el país, y además lo superó en 18 de las 25 provincias existentes hasta ese entonces.
Tras la victoria electoral, Juan Antonio Ríos asume la Presidencia de la República y organiza su primer gabinete con los partidos que apoyaron su postulación.
Es interesante consignar que en 1942 la derecha sufrió un importante desgaste electoral en el centro y en el centro-sur, provincias básicamente agrarias.

### Nacional
|  | 55,74 % |

|  | 43,87 % |

### Por provincia
|                                 | Juan Antonio Ríos           | 7585      | 68,53%    | 13 729      | 78,55%      | 6042         | 80,14%       | 12 871     | 66,66%     | 6175       | 50,86%     | 20 904    | 47,94%    | 54 317     | 51,34%     | 1156 | 42,02% |  |
|                                 | Carlos Ibáñez del Campo     | 3483      | 31,46%    | 3747        | 21,44%      | 1497         | 19,85%       | 6435       | 33,33%     | 5965       | 49,13%     | 22 692    | 52,05%    | 51 471     | 48,65%     | 1595 | 57,97% |  |
| Total de votos válidos          | Total de votos válidos      | 11068     | 99,09     | 17476       | 99,18%      | 7539         |              | 19306      |            | 12140      |            | 43596     |           | 105788     |            | 2751 |        |  |
| Votos nulos y en blanco         | Votos nulos y en blanco     | 101       | 0,9       | 143         | 0,81%       |              |              |            |            |            |            |           |           |            |            |      |        |  |
| Total de sufragios emitidos     | Total de sufragios emitidos | 11 169    | 100 %     | 17 619      | 100 %       | 10 878       | 100 %        | 10 372     | 100 %      | 12 170     | 100 %      | 43 631    | 100 %     | 106 051    | 100 %      | 2764 | 100 %  |  |
| Candidato                       | Candidato                   | Melipilla | Melipilla | San Antonio | San Antonio | San Bernardo | San Bernardo | Maipo      | Maipo      | O'Higgins  | O'Higgins  | Colchagua | Colchagua | Curicó     | Curicó     |      |        |  |
|                                 | Juan Antonio Ríos           | 1962      | 41,14%    | 2312        | 64,27%      | 2125         | 63,03%       | 1470       | 45,11%     | 9793       | 51,76%     | 4796      | 39,14%    | 3639       | 48,91%     |      |        |  |
|                                 | Carlos Ibáñez del Campo     | 2807      | 58,85%    | 1285        | 35,72%      | 1246         | 36,96%       | 1788       | 54,88%     | 9124       | 48,23%     | 7459      | 60,85%    | 3801       | 51,08%     |      |        |  |
| Total de votos válidos          | Total de votos válidos      | 4769      |           | 3597        |             | 3371         |              | 3258       |            | 18917      |            | 12255     |           | 7440       |            |      |        |  |
| Votos nulos y en blanco         |                             |           |           |             |             |              |              |            |            |            |            |           |           |            |            |      |        |  |
| Total de sufragios emitidos     | Total de sufragios emitidos | 4796      | 100 %     | 3605        | 100 %       | 3393         | 100 %        | 3274       | 100 %      | 18 985     | 100 %      | 12 287    | 100 %     | 7446       | 100 %      |      |        |  |
| Candidato                       | Candidato                   | Talca     | Talca     | Maule       | Maule       | Linares      | Linares      | Ñuble      | Ñuble      | Concepción | Concepción | Arauco    | Arauco    | Biobío     | Biobío     |      |        |  |
|                                 | Juan Antonio Ríos           | 6448      | 45,16%    | 3240        | 43,35%      | 5863         | 47,49%       | 11 577     | 54,16%     | 21 088     | 69,99%     | 5149      | 94,49%    | 7785       | 61,36%     |      |        |  |
|                                 | Carlos Ibáñez del Campo     | 7828      | 54,83%    | 4234        | 56,64%      | 6482         | 52,50%       | 9798       | 45,83      | 9042       | 30%        | 300       | 5,50%     | 4902       | 38,63%     |      |        |  |
| Total de votos válidos          | Total de votos válidos      | 14276     |           | 7474        |             | 12345        |              | 21375      |            | 30130      |            | 5449      |           | 12687      |            |      |        |  |
| Votos nulos y en blanco         |                             |           |           |             |             |              |              |            |            |            |            |           |           |            |            |      |        |  |
| Total de sufragios emitidos     | Total de sufragios emitidos | 14 331    | 100 %     | 7489        | 100 %       | 12 378       | 100 %        | 21 444     | 100 %      | 30 299     | 100 %      | 5451      | 100 %     | 12 756     | 100 %      |      |        |  |
| Candidato                       | Candidato                   | Malleco   | Malleco   | Cautín      | Cautín      | Valdivia     | Valdivia     | Llanquihue | Llanquihue | Aisén      | Aisén      | Chiloé    | Chiloé    | Magallanes | Magallanes |      |        |  |
|                                 | Juan Antonio Ríos           | 8186      | 58,90%    | 15 325      | 57,17%      | 9717         | 59,93%       | 5156       | 55,74%     | 3753       | 39,98%     | 3132      | 52,81%    | 4308       | 78,05%     |      |        |  |
|                                 | Carlos Ibáñez del Campo     | 5712      | 41,09%    | 11 481      | 42,82%      | 6496         | 40,06%       | 4093       | 44,25%     | 5632       | 60,01%     | 2798      | 47,18%    | 1211       | 21,94%     |      |        |  |
| Total de votos válidos          | Total de votos válidos      | 13898     |           | 26806       |             | 16213        |              | 9249       |            | 9385       |            | 5930      |           | 5519       |            |      |        |  |
| Votos nulos y en blanco         |                             |           |           |             |             |              |              |            |            |            |            |           |           |            |            |      |        |  |
| Total de sufragios emitidos     | Total de sufragios emitidos | 13 954    | 100 %     | 26 960      | 100 %       | 16 267       | 100 %        | 9278       | 100 %      | 9414       | 100 %      | 5939      | 100 %     | 5537       | 100 %      |      |        |  |
| Fuente: Urzúa Valenzuela, 1992. |                             |           |           |             |             |              |              |            |            |            |            |           |           |            |            |      |        |  |